# 河合町立河合第二小学校
河合町立河合第二小学校（かわいちょうりつかわいだいにしょうがっこう）は奈良県北葛城郡河合町にある公立小学校。
2013年現在の全校の児童数は、334名と河合町内の小学校では最も多い。近年は一学年二クラスの構成で、1組、2組である。
3組まである学年もある。

## 沿革
- 1971年04月01日 - 中央公民館内に河合村立河合第二小学校新設[1]
- 1971年07月14日 - 新校舎に移転開校式挙行[1]
- 1971年12月01日 - 町制施行により、河合町立河合第二小学校と改称[1]
- 1981年04月01日 - 河合町立河合第三小学校開校。それに伴い、高塚台の児童が河合第三小学校へ転校[1]
- 1982年04月01日 - 校区変更により、広瀬台1・2丁目、中山台1丁目の児童が、河合第三小学校へ転校[1]
- 1984年04月01日 - 校区変更により、広瀬台1・2丁目・中山台1丁目の新一年生入学、並に2年生、3年生第三小より転入[1]
- 2020年04月 - 河合第三小学校と統合[1]

## 主な学校行事
修学旅行
6年生が一泊二日で広島を訪れる。平和学習の一環として原爆ドームや広島平和記念公園、広島平和記念資料館に行く。
野外活動
5年生が一泊二日で行う。カレー作りなどをする。
音楽会
主に11月に行われる。近年はコロナウイルスの影響で保護者の観覧はできなくなっている。

## 進学先
私立中学校への進学でなければ、基本的に河合第二中学校への進学となる。
私立中学校の進学先は西大和学園中学校・高等学校に進学する生徒も少なくはない。

## アクセス
- 最寄駅は近鉄田原本線の大輪田駅。

## 周辺施設
- 河合第二中学校(隣接している)
- イオン西大和店　(2021年7月31日に閉館)
- 西大和学園中学校・高等学校

## 通学区域が隣接している学校
- 河合町立河合第一小学校
- 上牧町立上牧第二小学校
- 王寺町立王寺南義務教育学校
- 王寺町立王寺北義務教育学校
- 斑鳩町立斑鳩西小学校